# Nastaszka
Nastaszka (ukr. Насташка) – wieś na Ukrainie, w rejonie białocerkiewskim obwodu kijowskiego.